# Land art
Land art (în engleză land - pământ uscat, teren). Mișcare apǎrută la sfârșitul anilor 1960 în cadrul preocupǎrilor pentru ambianțǎ (Environment, Happening), în care artistul acționeazǎ asupra unor forme de relief, modificând-o sau populând-o cu repere ale intervenției sale. Astfel Land art este "...arta transformării mediului înconjurător". Vezi: Denisa Cristache, Land art.
Dintre artiștii care au realizat lucrări în Land Art sau Earth Art se disting: Robert Smithson, Dennis Oppenheim, Michael Heizer, Douglas Hueber, Walter de Maris, Rafael Ferrer, Cristo, Jan Dibbets, Wanda Mihuleac, Alexandru Călinescu Arghira Arhivat în 4 martie 2016, la Wayback Machine., Dieter Pildner ș.a.